# Mercan, Tercan
Mercan là một thị trấn thuộc huyện Tercan, tỉnh Erzincan, Thổ Nhĩ Kỳ. Dân số thời điểm năm 2010 là 2.617 người.